# Trichopoda nigripes
Trichopoda nigripes là một loài ruồi trong họ Tachinidae.